# Ausztriai Anna francia királyné
Ausztriai Anna (franciául: Anne d'Autriche, született: Anna Mária Mauricia, spanyolul: Ana María Mauricia de Austria; Valladolid, Spanyol Királyság, 1601. szeptember 22. – Párizs, Francia Királyság, 1666. január 20.), Habsburg-házi spanyol és portugál infánsnő, főhercegnő, aki XIII. Lajossal kötött házassága révén Franciaország és Navarra királynéja 1615-től hitvese 1643-as haláláig, majd az ország régense fia 1651-es nagykorúvá válásáig.
Anna III. Fülöp spanyol király és Ausztriai Margit királyné legidősebb gyermeke volt. 1615-ben házasodott össze a francia királlyal. Kapcsolatukból huszonhárom évig nem született fiúörökös egészen 1638-ig, amikor is életet adott a későbbi XIV. Lajosnak. Férjével való házassága idővel megromlott és ellenségessé vált, a Chevreuse hercegné befolyása alatt álló Anna királyné nyíltan szembeszállt férje és Richelieu bíboros politikájával.
1643-ban elhunyt a király. A kormányzói hatalom férje végakarata ellenére Annára szállt, aki mindenki meglepetésére Jules Mazarint nevezte ki főminiszterévé. A későbbi pletykák szerint szeretők és házastársak is lettek. Kormányzósága alatt megdöntötte a Condé 4. hercege által vezetett Fronde megmozdulást. 1651-ben, fia nagykorúvá válásával hivatalosan megszűnt a régensége, ám Mazarin haláláig továbbra is az udvar befolyásos személye és a francia politika alakítója maradt. 1661-ben, a bíboros halálát követően lemondott minden hatalmáról és visszavonult a Val-de-Grâce kolostorba, ahol 1666-ban hunyt el emlőrák következtében.

## Élete

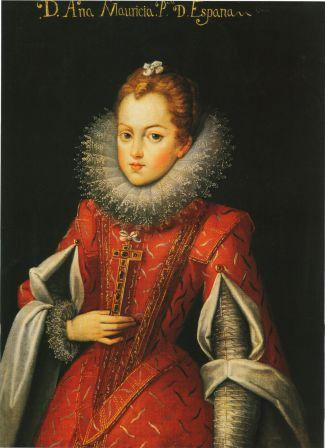
Anna spanyol infánsnő

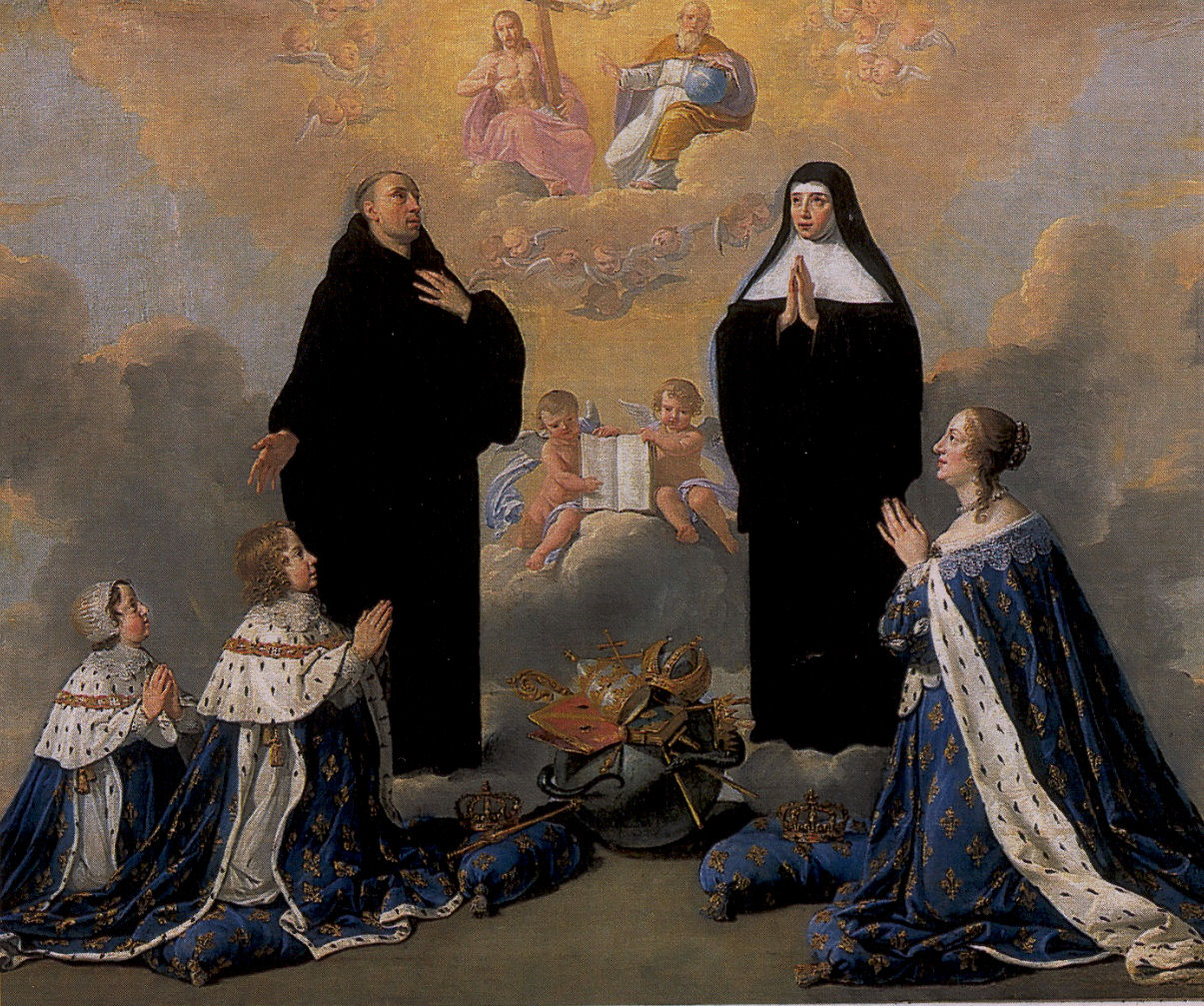
Ausztriai Anna és fiai, 1646.

III. Fülöp spanyol király (1578–1621) és Margit osztrák főhercegnő (1584–1611) legidősebb leánya. Szülei a Habsburg-házra sokáig jellemző módon közeli rokonok (másod-unokatestvérek) voltak: apja a család spanyol, anyja a dunai (osztrák) ágából származott.
A spanyol-osztrák származású Ausztriai Anna 1615. november 9-én a bordeaux-i Szent András-székesegyházban házasságot kötött a vele csaknem egyidős (5 nappal fiatalabb) XIII. Lajos francia királlyal. A természettől pazarul megáldott, szép, de emellett felettébb szenvedélyes királynő nem szerette gyenge és zord kedélyű férjét.
Anna a házasságuk elején háromszor is halott csecsemőt hozott a világra, minden tekintélyét elveszítve, hiszen úgy tűnt, hogy nem tud életképes trónörököst szülni. Magatartása, titkos összeköttetései a spanyol udvarral, továbbá a Richelieu bíboros és kormányrendszere ellen folytatott küzdelme következtében az egymással amúgy sem szimpatizáló pár rövid időn belül teljesen elhidegült egymástól, minek után Lajos elvált nejétől és csak később fogadta vissza Annát.
A források szerint egy véletlennek köszönhető, hogy a királyné mégis teherbe esett férjétől. Lajos éppen versailles-i kastélyába tartott, amikor a rossz időjárási viszonyok miatt megszakította útját, és felkereste a Louvre-ban lakó feleségét. Mivel csak a királyné szobája volt fűtött, ezért a vacogó uralkodó úgy döntött, hogy a hideg decemberi éjszakát neje hálószobájában tölti. Ennek az éjszakának 9 hónap múlva meg is lett a gyümölcse, 1638. szeptember 5-én megszületett Louis-Dieudonné herceg, a régóta áhított trónörökös (dauphin), majd 1640-ben Fülöp orléans-i herceg.
Mendemondák szerint, Ausztriai Anna 38 éves korában állítólag egy ikerpárnak adott életet, s míg az elsőszülöttet XIV. Lajosként trónörökösnek mondták ki, addig a másik fiúgyermeket egy bába gondjaira bízták, és hivatalosan halottá nyilvánították. A másodszülöttre hányatott sors várt; felnőtt korában többéves fogság után börtönben halt meg. A kérdés, hogy vajon mindez tényleg megtörtént-e, a mai napig nem nyert bizonyítást, de e legenda még napjainkban is él.
XIII. Lajos végrendeletében meghagyta, hogy halála után, fia kiskorúsága ideje alatt, az államügyeket egy kormánytanács intézze, melynek élén Mazarin bíboros főminiszter álljon.
Kívánságát azonban nem teljesítették. A parlament – egyetértve a nemességgel – a kormányzói hatalmat magára az özvegy anyakirálynéra ruházta át 1643. május 18-án. A parlament tagjai a nemességgel karöltve azt remélték, hogy hanyatlott tekintélyüket a nőuralom alatt helyreállíthatják, és kényük-kedvük szerint irányíthatják a spanyol nőt, akit férje nem egyszer megalázott. Azonban mindannyian csalódtak, mert az önállóságtól elszokott anyakirályné nemsokára Mazarint fogadta bizalmába, a bíboros hamarosan éppolyan korlátlanul uralkodott, mint elődje, Richelieu. A korabeli pletykák szerint Anna gyermekeinek apja tulajdonképpen Mazarin volt, szeretője és későbbi állítólagos férje. A pletykáknak az is alapul szolgált, hogy a királyi pár 1626 után köztudottan nem élt együtt s ráadásul Lajos egyre erősebb vonzalmat mutatott a jóképű fiatalemberek iránt.
A Fronde felkelés harcai folytán Mazarinnek ugyan két ízben is el kellett hagynia Franciaországot, azonban 1653-ban ismét visszatért, és haláláig, 1661-ig megmaradt az anyakirályné kegyében és a hatalom birtokában. Mazarin halála után Anna királyné lemondott a kormányzóságról, és a Val-de-Grâce kolostorba vonult vissza.